# Jalen Neal
Jalen Christopher Neal (ur. 24 sierpnia 2003 w Lakewood) – amerykański piłkarz występujący na pozycji środkowego obrońcy, reprezentant Stanów Zjednoczonych, od 2025 roku zawodnik kanadyjskiego CF Montréal.